# Air Canada Express
Air Canada Express — торговая марка (бренд) магистральной авиакомпании Канады Air Canada, используемый рядом региональных авиаперевозчиков для выполнения пассажирских перевозок в крупные транзитные аэропорты Air Canada из небольших аэропортов страны.
26 апреля 2011 года руководство магистрала объявило о ликвидации крупной дочерней авиакомпании Air Canada Jazz и создании расширенной торговой марки Air Canada Express'.

## Операторы бренда
В сентябре 2013 года под торговой маркой Air Canada Express работали следующие региональные авиакомпании:
- Central Mountain Air в октябре 2011 года свернула все операции под брендом Air Canada Express после того, как её маршруты в Альберту и Британскую Колумбию были переданы другой региональной авиакомпании Air Georgian.
- Sky Regional Airlines эксплуатирует 15 самолётов Embraer E-175, ранее работавшие в Air Canada[3].